# 88 (tal)
88 (otteogfirs) er:
- Det naturlige tal efter 87, derefter følger 89
- Et heltal

## Andet
Tallet 88 kan i nazistiske kredse symbolisere fører-hilsnen, da det ottende bogstav i alfabetet er "H". H x 2 = Heil Hitler.
8 opfattes i Kina som lykketal, og 88 opfattes derfor som et stærkt lykketal. Det er derfor ikke usædvanligt, at kinesiske højhuse (f.eks. i Hong Kong eller Shanghai) har 88 etager, og kontorer eller lejligheder på 88. etage er særligt eftertragtede og dyre.
88 mph (miles per hour) er den hastighed, hvormed bilen skal køre for at kunne rejse tilbage i tiden i Tilbage til fremtiden-filmene.
- Wikimedia Commons har flere filer relateret til 88 (tal)

| Matematik | Spire Denne artikel om matematik er en spire som bør udbygges. Du er velkommen til at hjælpe Wikipedia ved at udvide den. |

|  | Infoboks uden skabelon Denne artikel har en infoboks dannet af en tabel eller tilsvarende. |